# 섹션정보 해피데이
《섹션정보 해피데이》는 ITV 경인방송의 교양·정보 프로그램이다.

## 역대 MC
- 선우경